# Heinrich Lissauer
Heinrich Lissauer, född 12 september 1861 i Neidenburg, död 21 september 1891 i Hallstatt, var en tysk neurolog, son till Abraham Lissauer.
Lissauer studerade medicin i Heidelberg, Berlin och Leipzig. Han var assistent åt bland andra Carl Wernicke vid den psykiatriska kliniken i Breslau. Han dog under en resa.